# Peter Gerhardsson
Kurt Peter Gerhardsson (født 22. august 1959) er svensk fodboldtræner og tidligere fodboldspiller. Han er den nuværende cheflandstræner for Sveriges kvindefodboldlandshold. Han har tidligere været cheftræner i Allsvenskan-klubben BK Häcken.
I november 2016 blev han udpeget som ny landstræner for det svenske A-landshold frem mod EM i fodbold 2017 i Holland, efter Pia Sundhage. Ved VM i Frankrig 2019, førte han landsholdet til VM-bronze og senere OL-sølv ved Sommer-OL 2020 i Tokyo, efter en tabt straffesparkskonkurrence mod Canada.